# 649
649 (DCXLIX) fue un año común comenzado en jueves del calendario juliano, en vigor en aquella fecha.

## Acontecimientos
- Los árabes ocupan Chipre.
- Martín I sucede a Teodoro I como papa.

## Fallecimientos
- Li Shimin, segundo emperador de la dinastía Tang de China.
- 14 de mayo: Teodoro I, papa.